# Bataille de Milazzo (888)
Conquête musulmane de la Sicile
Batailles
- Mu'tah (629)
- Ajnadayn (634)
- Damas (634)
- Fahl (635)
- Yarmouk (636)
- Jérusalem (636-637)

- Héliopolis (640)
- Nikiou (646)

- Sufétula (647)
- Tahouda (683)
- Mammès (688)
- Carthage (698)
- Oued Nini (698)

- 1re Constantinople (674-678)
- Sébastopolis (692)
- Tyane (~708)
- 2e Constantinople (717-718)
- Andrinople (718)
- Nicée (727)
- Akroinon (740)

- Kamacha (766)
- Invasion de l'Asie Mineure (782)
- Kopidnadon (788)
- Krasos (804)
- Invasion de l'Asie Mineure (806)
- Anzen (838)
- Amorium (838)
- Mauropotamos (844)
- Poson (863)
- Bathys Ryax (872 ou 878)

- Syracuse (877-878)
- Stelai ou 1re Milazzo (880)
- 2e Milazzo (888)
- Taormine (902)
- Garigliano (915)
- Détroit (965)
- Georges Maniakès en Sicile (1038-1040)

- Phœnix de Lycie (655)
- Keramaia (746)
- Conquête musulmane de la Crête (années 820)
- Damiette (853)
- Raguse (866-868)
- Kardia (~872-873)
- Golfe de Corinthe (~873)
- Céphalonie (880)
- Chalcis (~883)
- Thessalonique (904)

- Portes ciliciennes (878)
- Campagnes de Jean Kourkouas (926-944)
- Marach (953)
- Raban (958)
- Andrassos (960)
- Campagnes de Nicéphore II Phocas (956-969)
- Chandax (960-961)
- Alexandrette (971)
- Campagnes de Jean Tzimiskès (~950-975)
- Gués de l'Oronte (994)
- Alep (994-995)
- Apamée (998)
- Campagnes de Basile II (979-999)
- Azâz (1030)

La bataille de Milazzo est une bataille navale survenue en 888 entre l'Empire byzantin et le califat aghlabide dans le nord-est de la Sicile. Elle se solde par une victoire majeure de la flotte aghlabide. Elle est également connue sous le nom de seconde bataille de Milazzo, la bataille de Stelai étant alors considérée comme la première bataille de Milazzo.

## Bataille
En 888, les Aghabides organisent une nouvelle expédition militaire dans le but d'attaquer la province byzantine de Calabre. Une flotte est constituée, comprenant des navires provenant de la Sicile arabe ainsi que d'Ifriqiya (Tunisie actuelle). Faisant voile vers la Calabre, elle rencontre au large de Milazzo, un escadron byzantin de la flotte impériale de Constantinople. La bataille n'est mentionnée dans aucune source Byzantine. On en trouve néanmoins la trace dans les écrits de l'historien Ibn Idhari' al-Bayan al-Mughrib ainsi que dans les Chronique médiévales de Cambridge. Toutes les sources s'accordent sur le fait qu'elle débouche sur une victoire écrasante des Aghlabides, leur première victoire en haut mer. 5 000 Byzantins se seraient noyés et 7 000 auraient été tués au combat (peut-être 7 000 de plus selon la traduction en arabe).

## Conséquences
À la suite de cette débâcle, les Byzantins abandonnent de nombreuses forteresses qu'ils occupent dans le Val Demone. Le reste, sans espoir de recevoir une aide de Constantinople, préfèrent conclure une trêve avec le gouverneur aghlabide de la Sicile. La garnison et la population de Reggio de Calabre auraient également abandonné temporairement la ville, de peur d'une attaque des Aghlabides.
Cette bataille marque le déclin de l'influence navale de l'Empire byzantin dans l'Ouest de la Méditterranée et la disparition de l'activité de la marine byzantine dans cette région au cours des décennies suivantes. Elle permet également aux Arabes de Sicile d'intensifier leurs attaques dans le sud-est de l'Italie. La Calabre sera l'objet de raids destructeurs dans les années suivantes.

## Sources
- (en) Cet article est partiellement ou en totalité issu de l’article de Wikipédia en anglais intitulé « Battle of Milazzo (888) » (voir la liste des auteurs).
- (de) Ekkehard Eickhoff, Seekrieg und Seepolitik zwischen Islam und Abendland : das Mittelmeer unter byzantinischer und arabischer Hegemonie (650-1040), De Gruyter, 1966
- John H. Pryor (dir.) et Elizabeth M. Jeffreys (trad. du grec ancien), The Age of the ΔΡΟΜΩΝ : The Byzantine Navy ca. 500–1204, Leiden, Brill Academic Publishers,‎ 2006, 754 p. (ISBN 978-90-04-15197-0, présentation en ligne).
- (en) Angus Konstam, Byzantine Warship vs Arab Warship : 7th–11th centuries, Bloomsbury Publishing, 2015, 80 p. (ISBN 978-1-4728-0759-5, présentation en ligne)
- (en) Alex Metcalfe, The Muslims of Medieval Italy, Édimbourg, Edinburgh University Press, 2009, 314 p. (ISBN 978-0-7486-2008-1)